# نوكيا 7900
' (بالإنجليزية: Nokia 7900)‏ هو هاتف محمول من نوكيا.

## الخصائص
- الشاشة: 240 × 320
- الوزن: 101 غرام
- الذاكرة: 920 ميجابايت